# Giovanni Battista Durazzo
Il Serenissimo Giovanni Battista Durazzo (Genova, 1565 – Genova, 28 maggio 1642) fu il 104º doge della Repubblica di Genova e re di Corsica.

## Biografia

Stemma nobiliare dei Durazzo

### Primi anni
Figlio di Vincenzo Durazzo e di Giulia Garbarino, nacque a Genova intorno al 1565. Suo zio Giacomo, fratello di Vincenzo, fu il primo esponente della famiglia Durazzo a ricoprire il ruolo di massima carica dello stato genovese nel biennio 1573-1575 a cui seguì tra il 1619 e il 1621 la nomina di Pietro Durazzo, cugino di Giovanni Battista.
Attivo nella politica genovese e con incarichi istituzionali per la repubblica in giovane età, le prime notizie documentate sulla sua storia pubblica compaiono solamente a partire dal 1607 quando fu eletto tra i provvisori del Vino e candidato alla carica di senatore e procuratore. Estratto, fu scelto tra i componenti del Collegio camerale e quindi incaricato della gestione economica e finanziaria della repubblica genovese per il biennio 1608-1609. Capitano di città nel 1610, alla fine di quello stesso anno fu eletto nuovo governatore di Corsica nel mandato 1611-1613.
Ritornato nel capoluogo ligure fu ancora provvisore del Vino, componente del magistrato dell'Abbondanza (1616) e reggente del capitanato del Bisagno (1617). Ancora capitano di città nel 1618 ricoprì, alternandosi, i due magistrati dell'Abbondanza (1623 e 1627) e delle Galee e commissario d'armi nelle Riviere durante la guerra del 1625 tra la Repubblica di Genova e il Ducato di Savoia. La sua carriera istituzionale pre dogato fu segnata ancora nelle nomine di componente del magistrato della Consegna (1628), sindacatore supremo (1629), procuratore della Repubblica (1630-1632), preside dell'Ufficio di Corsica, magistrato di Sanità, magistrato di Misericordia (1635) e più volte ricoprì le cariche di protettore del Banco di San Giorgio (per sei volte) e l'organo dei Trenta elettori incaricati di scegliere i componenti dei Consigli della Repubblica (per dodici volte).
Per tre volte la candidatura di Giovanni Battista Durazzo sfiorò il dogato: nel 1627 (quarto posto tra i sei candidati), nel 1631 (terzo posto tra i favoriti) e ancora nel 1635 quando alla sua figura fu preferita la nomina di Giovanni Francesco Brignole Sale. Il 28 luglio 1639, candidato per la fazione nobiliare cosiddetta "nuova", alternante a quella "vecchia" nella guida dello stato genovese, riuscì con 190 voti a favore a distaccare la candidatura di Ottavio Sauli (179 voti), quest'ultimo figlio del già doge Lorenzo Sauli (1599-1601).
La cerimonia di incoronazione a nuovo doge, solitamente ravvicinata dopo il voto ufficiale d'elezione del Gran Consiglio, fu eccezionalmente ritardata al 27 aprile 1640 per consentire a suo figlio Francesco, neo vescovo di Brugnato per decisione dell'arcivescovo di Genova cardinale Stefano Durazzo (cugino di Giovanni Battista Durazzo), di presenziare e benedire il padre nella solenne cerimonia all'interno della cattedrale di San Lorenzo. In qualità di doge fu investito anche della correlata carica biennale di re di Corsica.

### Il dogato e gli ultimi anni
Il dogato di Giovanni Battista Durazzo - la cinquantanovesima in successione biennale e la centoquattresima nella storia repubblicana - fu inevitabilmente condizionato dal mandato del suo predecessore Agostino Pallavicini che, favorendo una "rinascita navale" della repubblica e una più indipendenza economica dalla Spagna di Filippo IV, conseguentemente incrinò i rapporti tra i due stati obbligando il doge Durazzo, considerato più tradizionale, ad una nuova trattativa o quanto meno di stallo con gli Spagnoli.
Nei propri confini genovesi si procedette durante il suo dogato alla costruzione del Molo Nuovo: un'importante opera di ingegneria portuale del XVII secolo firmata da Ansaldo De Mari.
Terminato il mandato dogale il 28 luglio 1641, Giovanni Battista Durazzo fu nominato tra i procuratori perpetui dopo la sentenza favorevole dei supremi sindacatori al suo operato. Tra i suoi ultimi incarichi istituzionali quello nel 1642 di custode della chiave del Libro d'oro della nobiltà genovese. Dettato il suo testamento il 23 maggio 1642 morì a Genova il 28 maggio dello stesso anno. Il suo corpo trovò sepoltura all'interno della chiesa della Consolazione.

## Vita privata
Dai suoi due matrimoni con Maria Assereto e poi con Lelia Ricci ebbe numerosa prole: i figli Giovan Matteo, Vincenzo, Giovan Antonio, Gregorio, Francesco (vescovo di Brugnato), Gio. Bernardo (carmelitano) Carlo Ottavio e Raffaele, questi ultimi forse morti in tenera età; le figlie Giulia, Anna (entrambe monache del monastero di Santa Marta) e Benedetta (moglie di Orazio De Franceschi).